# Carrer d'Andreu Guri (Arenys de Mar)
El carrer Andreu Guri és un carrer d'Arenys de Mar (Maresme) amb diversos edificis inclosos en l'Inventari del Patrimoni Arquitectònic de Catalunya. Antigament aquest carrer s'anomenava Carrer d'Amunt.

## Número 15-25
Les cases del número 15 al 25 formen un conjunt de cases de planta baixa i dos pisos que donen un cert caràcter a la zona, tot i ser d'èpoques diferents. A la planta baixa hi ha la porta d'entrada i una finestra amb reixes, al primer pis s'obren balcons i finestres i al segon algunes cases tenen balcons i finestres i altres només finestres. Les façanes estan coronades per petites cornises. El carrer d'Amunt és paral·lel al carrer d'Avall i situat en un nivell superior, comença a la Riera i s'enfila des de la meitat en voltes fins al camí del Cementiri. Aquest carrer conserva encara construccions clàssiques dels segles xviii i xix.

## Número 25
El número 25 és una casa de tres plantes i unes golfes. Portal i finestra a la planta baixa, dues obertures amb un balcó al primer pis i dos balcons separats al segon pis. Totes les obertures són de pedra amb arcs de mig punt i motllures i guardapols com a decoració. Està situada en un carrer de cases de cos, en una zona prou interessant de cases del mateix segle. Té un pati posterior. Les parets de moltes estances estan parcialment cobertes amb ceràmica.

## Número 40
El número 40 és un edifici de tres plantes i golfes, amb portal i finestra a la planta baixa, un balcó que uneix les dues obertures del primer pis i dos balconets al segon pis que estan separats. Hi ha una cornisa reforçada que corona la façana. La reixa i els balcons són de ferro. Motllures de terra cuita, amb cares femenines sota els balcons i a les golfes. Situada en un carrer de cases d'un cos, les golfes sobresurten de la resta de cases.

## Número 61
El número 61 és una casa de cos de planta baixa, un pis i golfes, amb teulada d'estil romàntic. La façana és molt equilibrada, amb un balcó que uneix les dues obertures del pis, presenta relleus o motllures de terra cuita. Cornises i ressalts de protecció de les obertures. Planta baixa amb peces de pedra. La barana del balcó acaba de completar els motius decoratius d'aquesta notable façana, tan sols queda malmesa pel color que va ser utilitzat a la façana. Situada en un carrer de cases d'un sol cos i quasi enfront d'un carrer perpendicular que permet una bona visió del conjunt.

## Número 62
L'edifici del número 62 és un edifici de tres plantes i terrat, de caràcter racionalista, amb tots els elements característics d'aquesta època i tendència: façanes planes arrebossades, balcons d'obra i passamà de tub, obertures rectangulars, ull de bou, fines cornises d'acabament i element d'escala corbat, reixes i porta d'entrada d'acord amb l'estil. Situada a la cantonada del carrer d'Amunt amb el de Tussol, i amb un pati en aquest carrer, sense edificar, que permet la visió de la façana posterior amb el buit d'escala.

## Galeria d'imatges

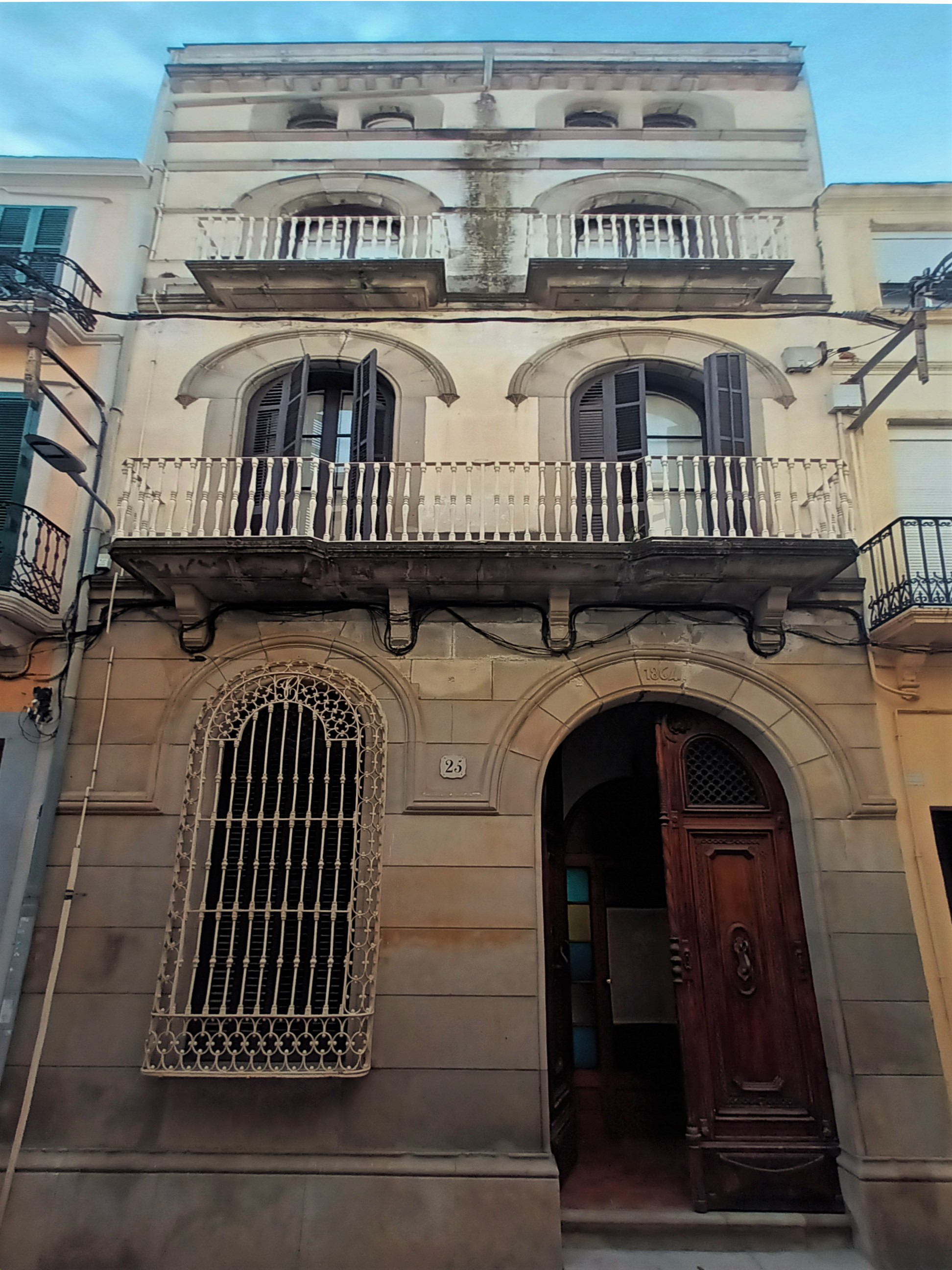
Número 25
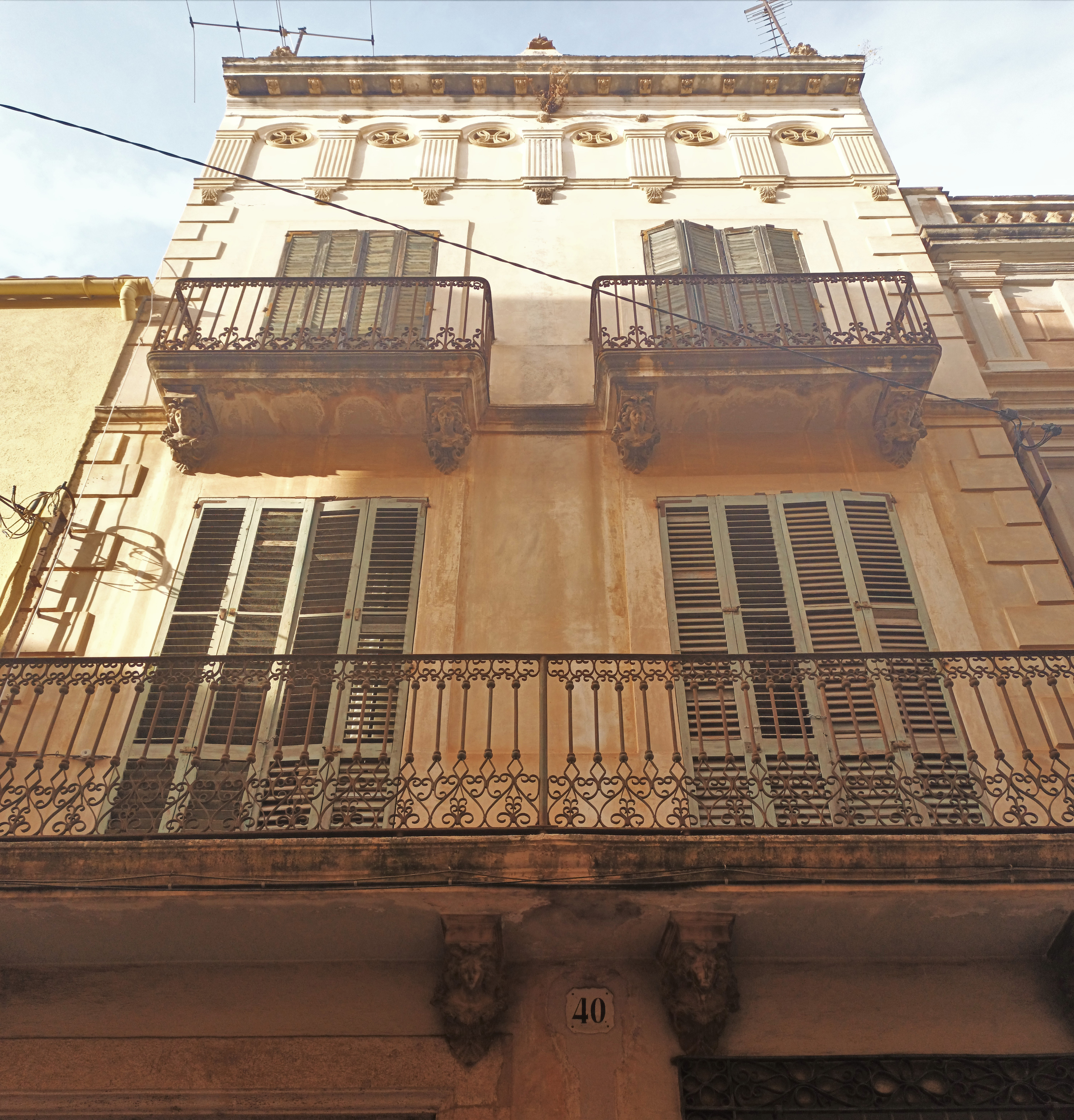
Número 40
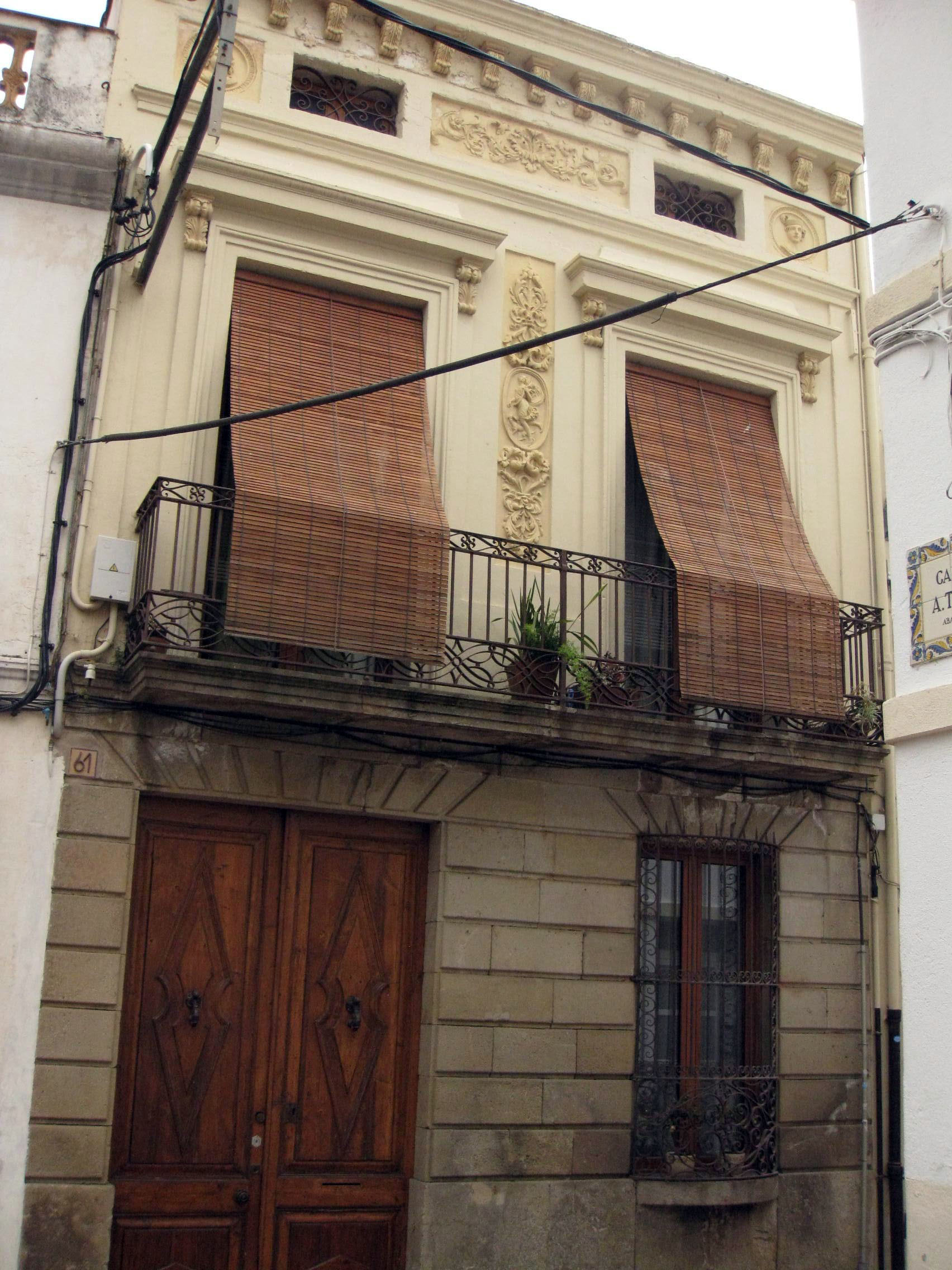
Número 61
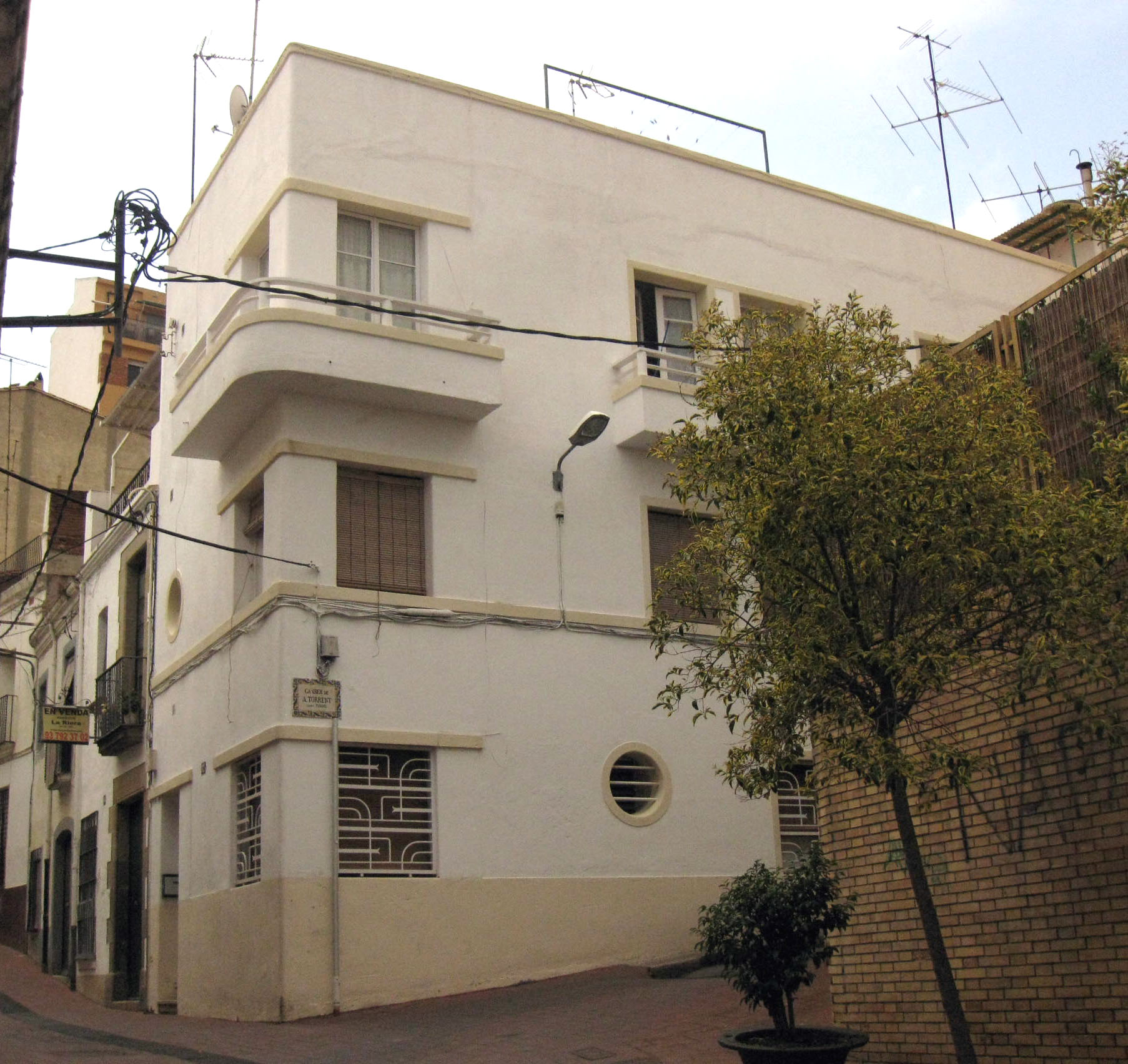
Número 62